# My.Kali
My.Kali es una revista en línea LGBTI publicada en Jordania desde 2007. Comenzó siendo una publicación en inglés, aunque desde 2016 también se publica en árabe. Su nombre se refiere a su primer editor, el modelo abiertamente gay jordano Khalid "Kali" Abdel-Hadi.
My.Kali fue la primera publicación LGBTI en línea de Jordania y una de las primeras de Oriente Medio. Se fundó en 2007 por varios estudiantes con intereses en diseño, arte y política. La publicación pretende abordar la homofobia y la transfobia, así como empoderar a los jóvenes árabes para desafiar a las instituciones y tradiciones heteropatriarcales.
En mayo de 2016 My.Kali comenzó a tener una edición en árabe para poder llegar a toda la comunidad. El hecho de que comenzara a ser publicada en árabe incrementó el interés en la revista, lo que llevó al gobierno jordano a prohibirla. En septiembre de 2017 volvió a ser publicada.
Habitualmente la revista cuenta con artistas que no son LGBT en la portada para promover la aceptación del colectivo, siendo la primera en publicar a artistas de la escena underground y regional como Yasmine Hamdan, Haig Papazian de Mashrou' Leila, Alaa Wardi o Zahed Sultan.